# Himatanthus articulatus
Himatanthus articulatus là một loài thực vật có hoa trong họ La bố ma. Loài này được (Vahl) Woodson mô tả khoa học đầu tiên năm 1938.